# Classe Kearsarge
Le unità appartenenti alla classe Kearsarge erano un gruppo di pre-dreadnought costruite negli Stati Uniti per la United States Navy all'inizio del ventesimo secolo. L'unità capoclasse, la USS Kearsarge, è stata l'unica nave da battaglia americana a non avere il nome di uno stato.

## Tecnica
Dal punto di vista progettuale, la classe Kearsarge fu considerata un insuccesso. Infatti, ad una scarsa capacità di tenere il mare, si univa una protezione corazzata inadeguata.
L'armamento era piuttosto pesante, con i cannoni principali sistemati in due particolari "complessi", posti a prua ed a poppa della nave. L'armamento secondario, di 14 pezzi da 127 mm a tiro rapido, era invece sistemato in una casematta centrale in torri indipendenti, con un sette cannoni per ogni lato.
Le unità di questa classe furono le prime nell'US Navy ad imbarcare delle insolite torri per cannone "a doppio strato", dov'era sistemato l'armamento principale. In pratica, la torre con i pezzi da 203 mm era posta sopra a quella con l'armamento principale da 330. Si trattava di una soluzione originale, che presentava il vantaggio di avere un fuoco estremamente concentrato (sarebbe stato possibile far cadere, a distanza molto ravvicinata, ben quattro proiettili di grosso calibro).
Tuttavia, tale soluzione aveva delle controindicazioni notevoli. Prima di tutto, provocava delle interferenze al momento dello sparo. Inoltre, il complesso di due torri sovrapposte costituiva un bersaglio di grandi dimensioni, e quindi piuttosto vulnerabile. Altro problema era che le due torri non potevano ruotare in modo indipendente, con il risultato che poteva essere inquadrato un solo bersaglio alla volta. Quindi si trattò di una soluzione che non ebbe una grande diffusione successiva.
Le torri per l'artiglieria, inoltre, erano di concezione piuttosto antiquata. Di forma cilindrica (cosiddetta "cheesebox", ovvero scatola di formaggio), derivavano direttamente dalle torri di prima generazione, progettate per l'USS Monitor della guerra civile. Queste torri, inoltre, erano poco efficaci perché i cannoni erano montati molto internamente. Questa soluzione richiedeva un'apertura per il brandeggio piuttosto ampia (e quindi vulnerabile), e limitava l'alzo massimo. Quindi, le navi successive utilizzarono la soluzione inglese, che prevedeva torri di forma quadrangolare più efficienti e sicure.
La dotazione di proiettili era di 200 colpi per i pezzi da 330 mm, 500 per quelli da 203 e di 3.500 per i 127.

## Utilizzo
Complessivamente, furono costruite due unità di questa classe, la USS Kearsarge e la USS Kentucky. Entrambe entrarono in servizio nel 1900, e presero parte alla Great White Fleet. Tra il 1909 ed il 1911 furono sottoposte a lavori di ammodernamento, in seguito ai quali mutarono l'armamento imbarcato. Utilizzate anche durante la prima guerra mondiale, le due navi furono radiate nel 1920, in ottemperanza al Trattato Navale di Washington. La Kearsarge fu convertita in nave gru, ed in questo ruolo continuò a servire nella marina americana fino al 1955, mentre la Kentucky fu venduta per la demolizione nel 1924.